# Arachnothryx brenesii
Arachnothryx brenesii är en måreväxtart som först beskrevs av Paul Carpenter Standley, och fick sitt nu gällande namn av Attila L. Borhidi. Arachnothryx brenesii ingår i släktet Arachnothryx och familjen måreväxter. Inga underarter finns listade i Catalogue of Life.